# Vyt-lès-Belvoir
Vyt-lès-Belvoir è un comune francese di 186 abitanti situato nel dipartimento del Doubs nella regione della Borgogna-Franca Contea.

## Società

### Evoluzione demografica
Abitanti censiti